# Norbert Gombos
Norbert Gombos, né le 13 août 1990 à Galanta, est un joueur de tennis professionnel slovaque, professionnel depuis 2009.

## Carrière
Norbert Gombos est membre de la communauté hongroise en Slovaquie.
Après 15 échecs en qualification des tournois du Grand Chelem et deux au premier tour, il parvient à se qualifier pour le tournoi de Wimbledon 2018 où il est battu par Kevin Anderson.
Lauréat de dix titres en simple, il s'est adjugé sept tournois Challenger à Cherbourg et Prague en 2015, Brest et Bratislava en 2016, Orléans en 2017, Bratislava et Winnipeg en 2019.
Il y a disputé sept quarts de finale sur le circuit ATP à Marseille en 2017, Washington en 2019, Montpellier en 2020, Marbella, Munich et Parme en 2021.
En 2020, il obtient ses meilleurs résultats avec un 3e tour à Roland-Garros, éliminant au premier tour la tête de série n°24 Borna Ćorić, et un huitième de finale à Bercy où il bat notamment le 14e mondial David Goffin. Il est également sélectionné pour représenter la Slovaquie aux Jeux olympiques mais est battu dès son premier match par l'Américain Marcos Giron.
En 2022, il s'extirpe des qualifications de trois des quatre tournois du Grand Chelem, passant le premier tour de l'Open d'Australie.
Il fait partie de l'équipe slovaque de Coupe Davis, pour laquelle il présente un bilan de 8 victoires pour 17 défaites. Pour sa première sélection en 2014, il bat Dominic Thiem, puis perd ses matchs en barrages du groupe mondial contre John Isner et Sam Querrey. En 2021, il permet à son équipe de rester en première division mondiale grâce à un succès sur le 17e mondial Cristian Garín.

## Parcours dans les tournois duGrand Chelem

### En simple
| Année | Open d'Australie | Open d'Australie | Internationaux de France | Internationaux de France | Wimbledon       | Wimbledon      | US Open         | US Open          |
| ----- | ---------------- | ---------------- | ------------------------ | ------------------------ | --------------- | -------------- | --------------- | ---------------- |
| 2017  | —                | —                | —                        | —                        | 1er tour (1/64) | Andreas Seppi  | 1er tour (1/64) | Viktor Troicki   |
| 2018  | —                | —                | —                        | —                        | 1er tour (1/64) | Kevin Anderson | —               | —                |
| 2019  | —                | —                | —                        | —                        | —               | —              | —               | —                |
| 2020  | 1er tour (1/64)  | A. Davidovich    | 3e tour (1/16)           | D. Schwartzman           | Annulé          | Annulé         | 2e tour (1/32)  | Marin Čilić      |
| 2021  | 1er tour (1/64)  | Alex Bolt        | 1er tour (1/64)          | P. Carreño Busta         | 1er tour (1/64) | T. Sandgren    | 1er tour (1/64) | Cristian Garín   |
| 2022  | 2e tour (1/32)   | Marin Čilić      | 1er tour (1/64)          | Pedro Cachín             | —               | —              | 1er tour (1/64) | A. Ramos-Viñolas |

N.B. : à droite du résultat se trouve le nom de l'ultime adversaire.

### En double messieurs
| Année | Open d'Australie | Open d'Australie | Internationaux de France | Internationaux de France | Wimbledon                                                                          | Wimbledon | US Open | US Open |
| ----- | ---------------- | ---------------- | ------------------------ | ------------------------ | ---------------------------------------------------------------------------------- | --------- | ------- | ------- |
| 2021  | —                | —                | —                        | —                        | 1er tour (1/32) P. Martínez \|\| style="text-align:left;" \| Ivan Dodig F. Polášek | —         | —       |         |

N.B. : le nom du partenaire se trouve sous le résultat ; les noms des ultimes adversaires se trouvent à droite.

## Parcours dans lesMasters 1000
| Année | Indian Wells | Miami | Monte-Carlo        | Madrid | Rome | Canada             | Cincinnati            | Shanghai | Paris                          |
| ----- | ------------ | ----- | ------------------ | ------ | ---- | ------------------ | --------------------- | -------- | ------------------------------ |
| 2015  | —            | —     | 1er tour D. Goffin | —      | —    | —                  | —                     | —        | —                              |
| 2017  | —            | —     | —                  | —      | —    | 1er tour M. Zverev | —                     | —        | —                              |
| 2020  | n.o.         | n.o.  | n.o.               | n.o.   | —    | n.o.               | 1er tour M. Fucsovics | n.o.     | 1/8 de finale P. Carreño Busta |

N.B. : sous le résultat se trouve le nom de l’ultime adversaire.

## Classements ATP en fin de saison
| Année          | 2009 | 2010 | 2011 | 2012 | 2013 | 2014 | 2015 | 2016 | 2017 | 2018 | 2019 | 2020 | 2021 | 2022 | 2023 | 2024 |
| Rang en simple | 1473 | 585  | 473  | 347  | 197  | 126  | 139  | 142  | 133  | 268  | 110  | 88   | 117  | 116  | 316  | 429  |
| Rang en double | –    | –    | 884  | 507  | 488  | 550  | 280  | 1116 | 694  | 719  | –    | –    | –    | –    | –    | –    |

Source : (en) Classements de Norbert Gombos sur le site officiel de la Fédération internationale de tennis